# 皮德利斯涅 (傑拉日尼亞區)
49°12′54″N 27°18′41″E / 49.21500°N 27.31139°E
皮德利斯內（烏克蘭語：Підлісне）是位於烏克蘭西部的村莊，由赫梅利尼茨基州裡赫梅利尼茨基區的德拉日尼亞市鎮負責管轄。該村始建於1516年，面積1.35平方公里，海拔高度316米，2001年人口278，人口密度每平方公里205.3人。